# Lehmannia janetscheki
Lehmannia janetscheki is een slakkensoort uit de familie van de Limacidae. De wetenschappelijke naam van de soort werd in 1966 voor het eerst geldig gepubliceerd door Lothar Forcart.

## Beschrijving
Uitgestrekt kan Lehmannia janetscheki tot 40 mm lang worden, maar blijft meestal 20-32 mm lang. Hij wijkt wat af van de typische bos-aardslak (L. marginata) in kleur en tekening. De rug is meestal olijfgrijs, met daaronder een lichte en een donkere lengteband. Op de mantel zijn donkerbruine lengtestrepen aanwezig, aan beide zijden een sterke middenstreep en een sterke binnenstreep en een zwakke buitenstreep. Het is een kleinere soort van het geslacht en kan niet met zekerheid worden bepaald zonder anatomisch onderzoek.

## Verspreiding en leefgebied
Deze soort komt vooral in het zuidoosten van de Alpen voor en is bekend uit Oostenrijk (Tirol, Karinthië) en Italië (Zuid-Tirol). In Duitsland wordt de soort als uiterst zeldzaam beschouwd. Het werd ooit ontdekt in Baden-Württemberg (zuidelijk Zwarte Woud), en er zijn ook aanwijzingen uit de Beierse Alpen. Habitat van Lehmannia janetscheki zijn bergbossen.